# Skógá
Die Skógá ist ein Fluss im Süden von Island in der Region Suðurland. Er entspringt auf dem Hochlandpass Fimmvörðuháls zwischen den beiden Gletschern Eyjafjallajökull und Mýrdalsjökull. Er fließt über etwa 20 Wasserfälle, wobei der Skógafoss mit einer Fallhöhe von 60 Meter der höchste und gleichzeitig letzte ist vor der Mündung ins Meer. Schon von der Ringstraße Nr. 1 kann man den Skógafoss nahe dem Ort Skógar in der isländischen Gemeinde Rangárþing eystra sehen. Nach einer alten isländischen Saga versteckte einst einer der ersten Einwanderer namens Þrasi eine Kiste mit Gold hinter dem Wasserfall.

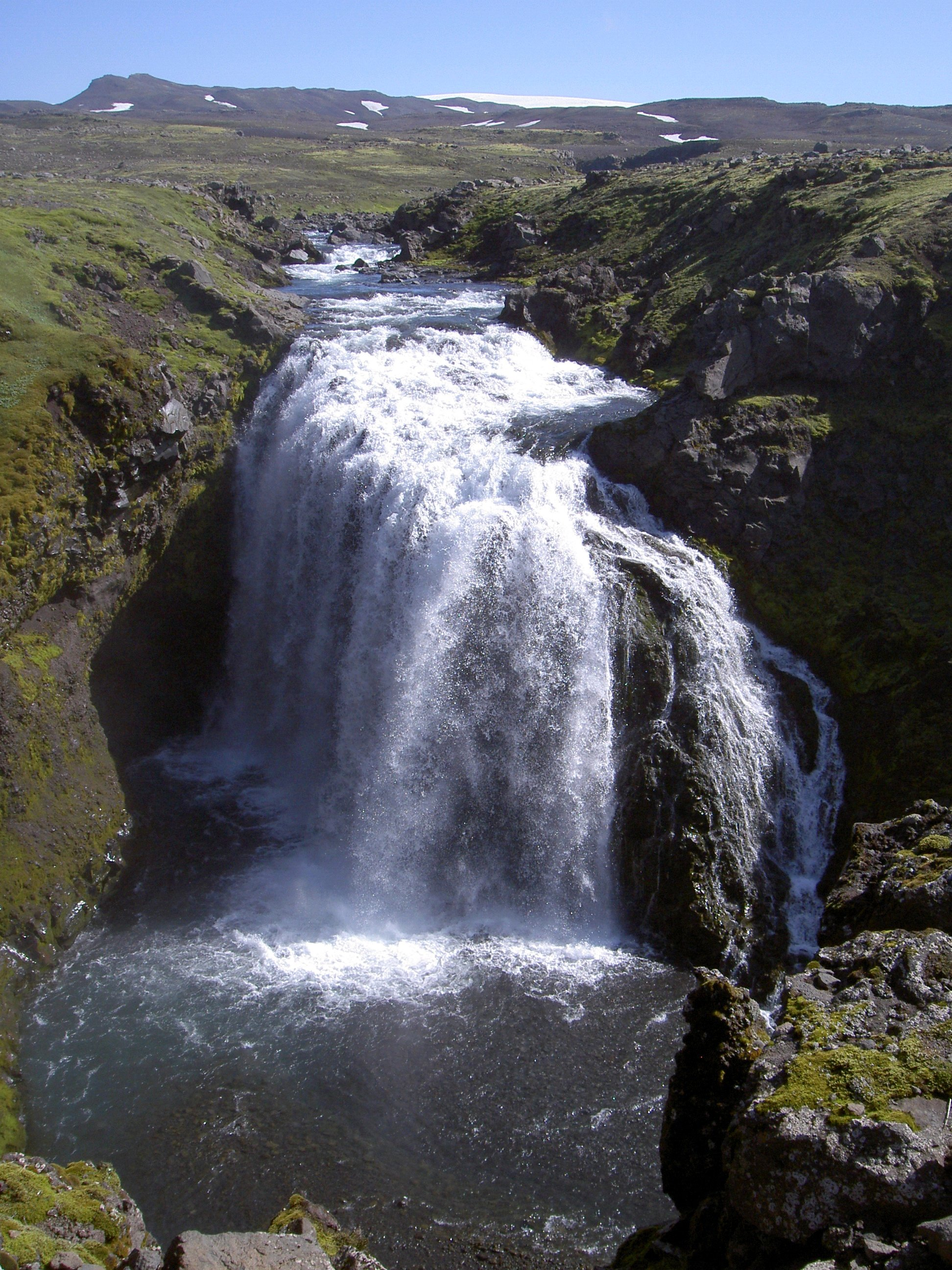
Einer der vielen Wasserfälle im oberen Lauf des Skóga.
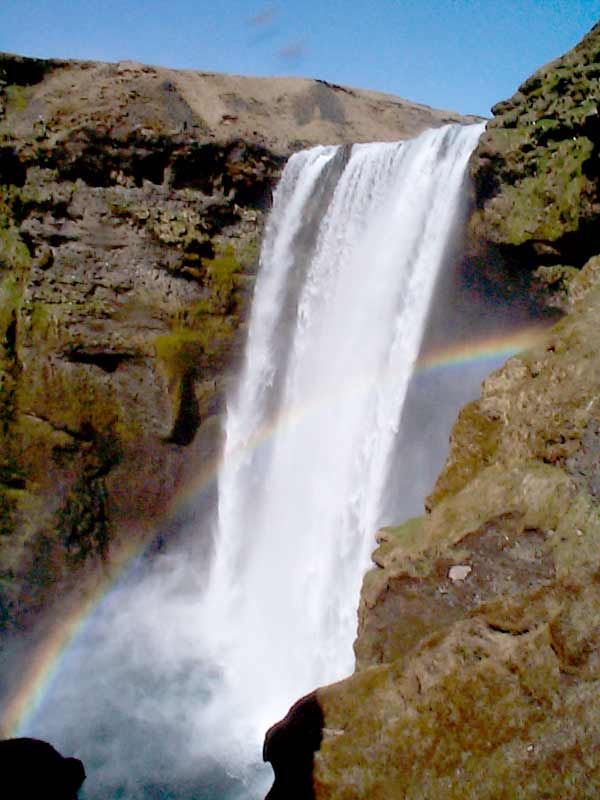
Der größte und letzte Wasserfall Skógafoss im Flusslauf des Skóga.
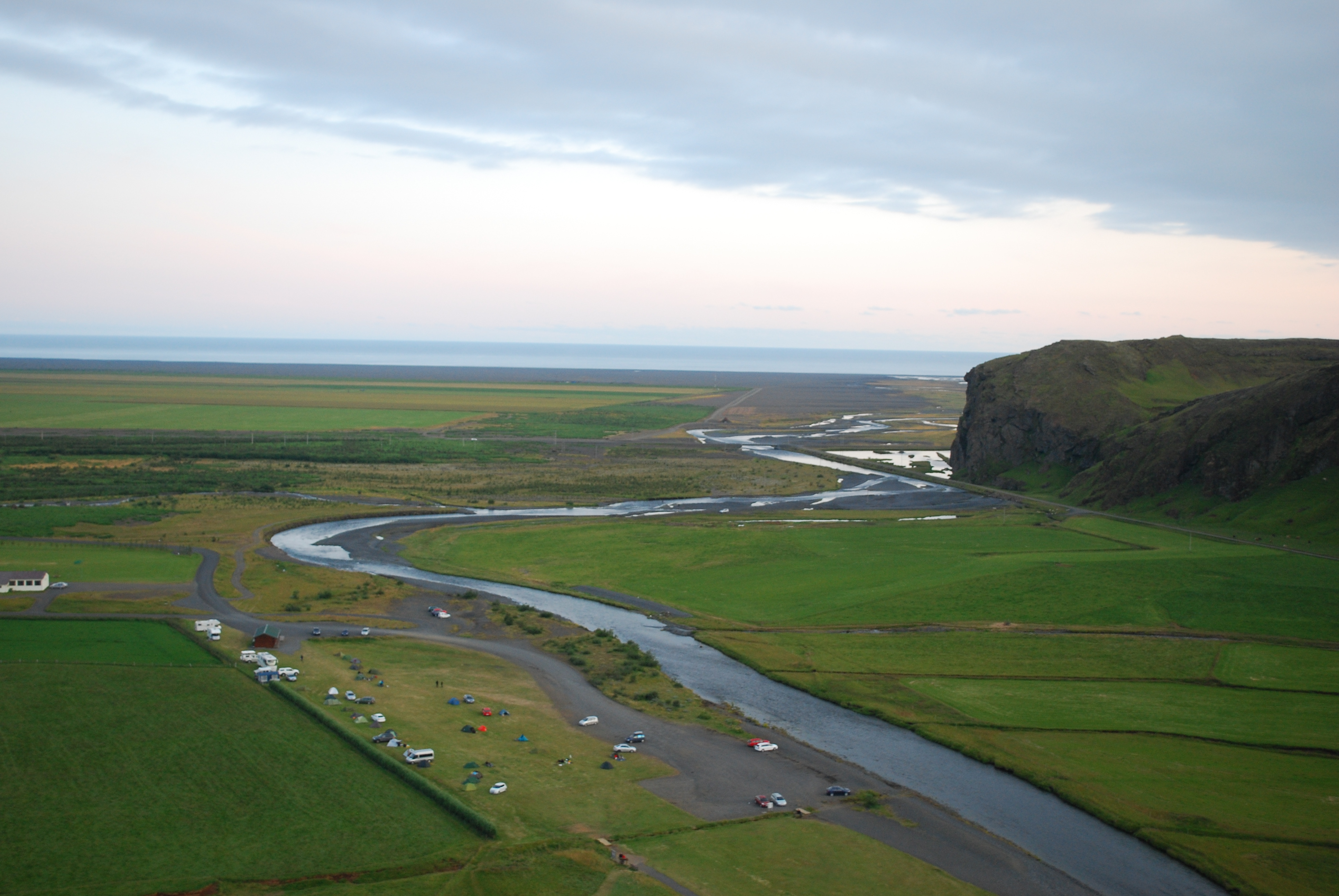
Der Fluss unterhalb des Wasserfalls Skógafoss vor seiner Mündung ins Meer.